# Propionaldeide
La propionaldeide (nome sistematico: propanale) è un composto organico appartenente alla classe delle aldeidi, avente formula molecolare C3H6O e formula semistrutturale CH3CH2−CHO, che rende evidente il gruppo formile (−CHO) che caratterizza le aldeidi.
In condizioni ambiente è un liquido incolore molto volatile e infiammabile, con un odore fruttato leggermente irritante. È piuttosto ben solubile in acqua (30 g / 100 g), è solubile in ogni rapporto con alcol e etere e molto solubile anche in altri comuni solventi  organici. È un'aldeide prodotta industrialmente su larga scala.
È un isomero strutturale dell'acetone.

## Produzione
La propionaldeide viene prodotta industrialmente tramite il processo di idroformilazione, combinando syngas (miscela composta da monossido di carbonio e idrogeno) e etilene, utilizzando un catalizzatore metallico, secondo la reazione:
{\displaystyle {\ce {CO + H2 + C2H4 -> CH3CH2CHO}}}

## Preparazione in laboratorio
In laboratorio può essere preparata scaldando a riflusso una miscela di propanolo, acido solforico e dicromato di potassio. Il refrigerante a riflusso contiene acqua riscaldata a 60 °C, che condensa il propanolo non reagito, ma non i vapori di propionaldeide,  che vengono raccolti e condensati in un recipiente successivo. In questo modo, a mano a mano che la propionaldeide si forma viene immediatamente rimossa dal reattore e non viene ulteriormente ossidata ad acido propionico.

## Utilizzi
Viene impiegato principalmente per produrre trimetiloletano (CH3C(CH2OH)3) attraverso una reazione di condensazione col metanolo. Questo triolo è un importante intermedio nella produzione di resine alchidiche.
La condensazione di propionaldeide con t-butilammina dà CH3CH2CH=N-t-Bu, un'unità costruttiva di tre atomi di carbonio di uso frequente in sintesi organica.  La deprotonazione di questa immina con litio diisopropilammide produce CH3CHLiCH=N-t-BU, che a sua volta può essere condensato con aldeidi.